# Ке-ды
«Ке-ды» — художественный фильм российского кинорежиссёра Сергея Соловьёва, вышедший на экраны в 2016 году. Экранизация рассказа «Paradise found» прозаика Андрея Геласимова.

## История
Рассказ Андрея Геласимова «Paradise found» в стиле блога был опубликован в журнале «Сноб» и сподвиг Сергея Соловьёва на новое обращение к теме молодёжного кино. На этот раз на экране представлена жизнь хип-хоп-андеграуда, а одну из главный ролей исполнил популярный рэп-исполнитель Баста.

Фильм в общем-то ни о чём. Без всякой глобально высокой мысли, без глубинной идеи. Фильм о банальных кедах. Может быть и скорее всего — о мотивации в жизни. В юном возрасте, в каком пребывает наш герой, важно ощутить чувство первопроходца по белому свету. Картина, скорее всего, об этом.
— Сергей Соловьёв
По мнению обозревателя издания «Аргументы недели» Владимира Алексеева, стоит ли жизнь, показанная в картине, экранизации — вопрос спорный, но чёрно-белая палитра картины, безусловно, была выбрана верно.
Закрытый показ картины состоялся в феврале 2016 года в московском клубе «Газгольдер». В июне лента открывала Московский кинофестиваль 2016 года.